# Prkenný Důl
Prkenný Důl (německy Brettgrund) je vesnice, část města Žacléř v okrese Trutnov. Nachází se asi 2 km na jih od Žacléře. V roce 2009 zde bylo evidováno 62 adres. V roce 2001 zde trvale žilo 26 obyvatel.
V roce 1834 zde bylo 45 domů a 274 obyvatel.
Prkenný Důl je také název katastrálního území o rozloze 1,6 km2. Vesnice Prkenný Důl zasahuje i do katastrálního území Vernířovice o rozloze 1,66 km2.

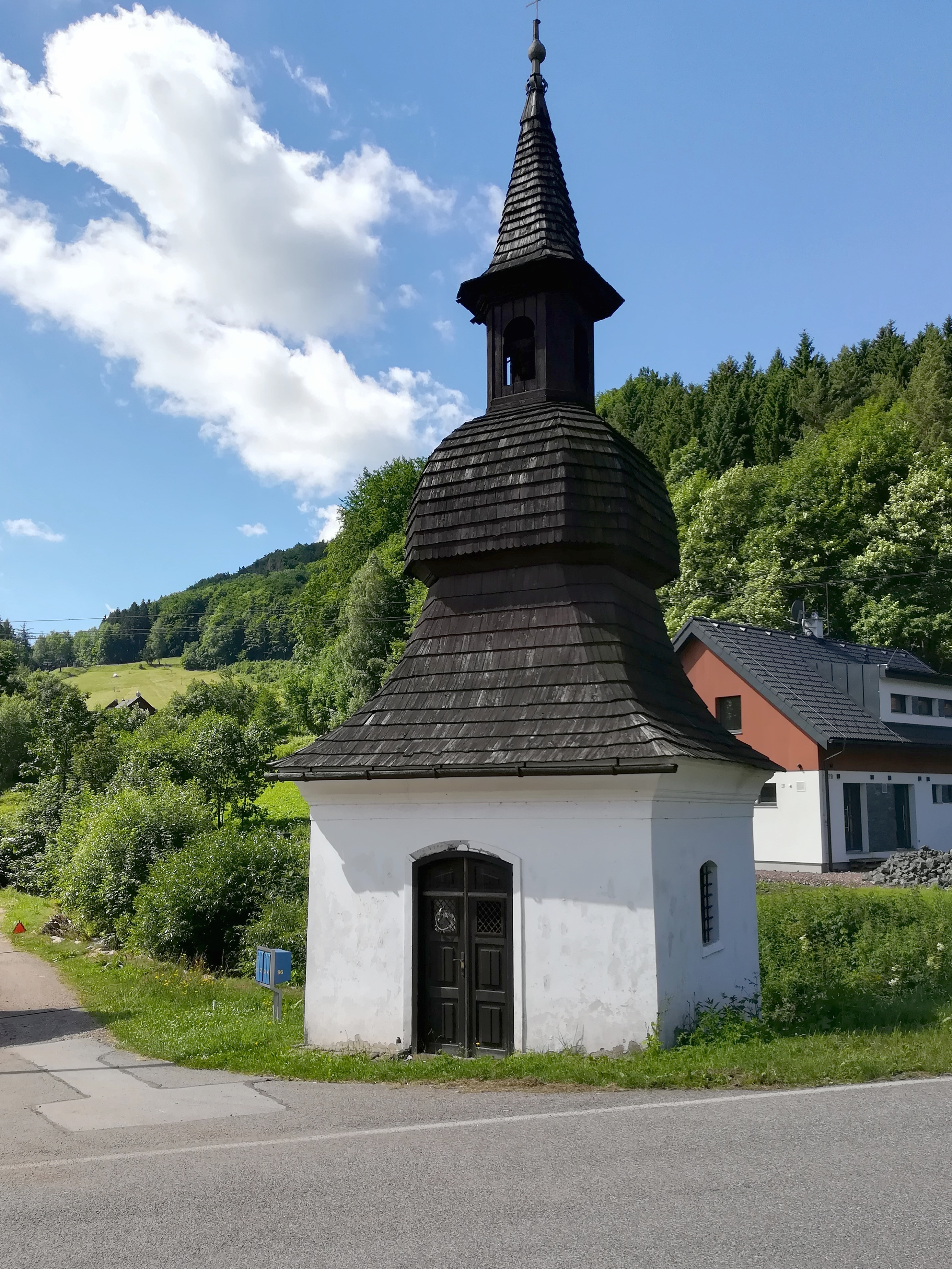
kaple sv. Anny
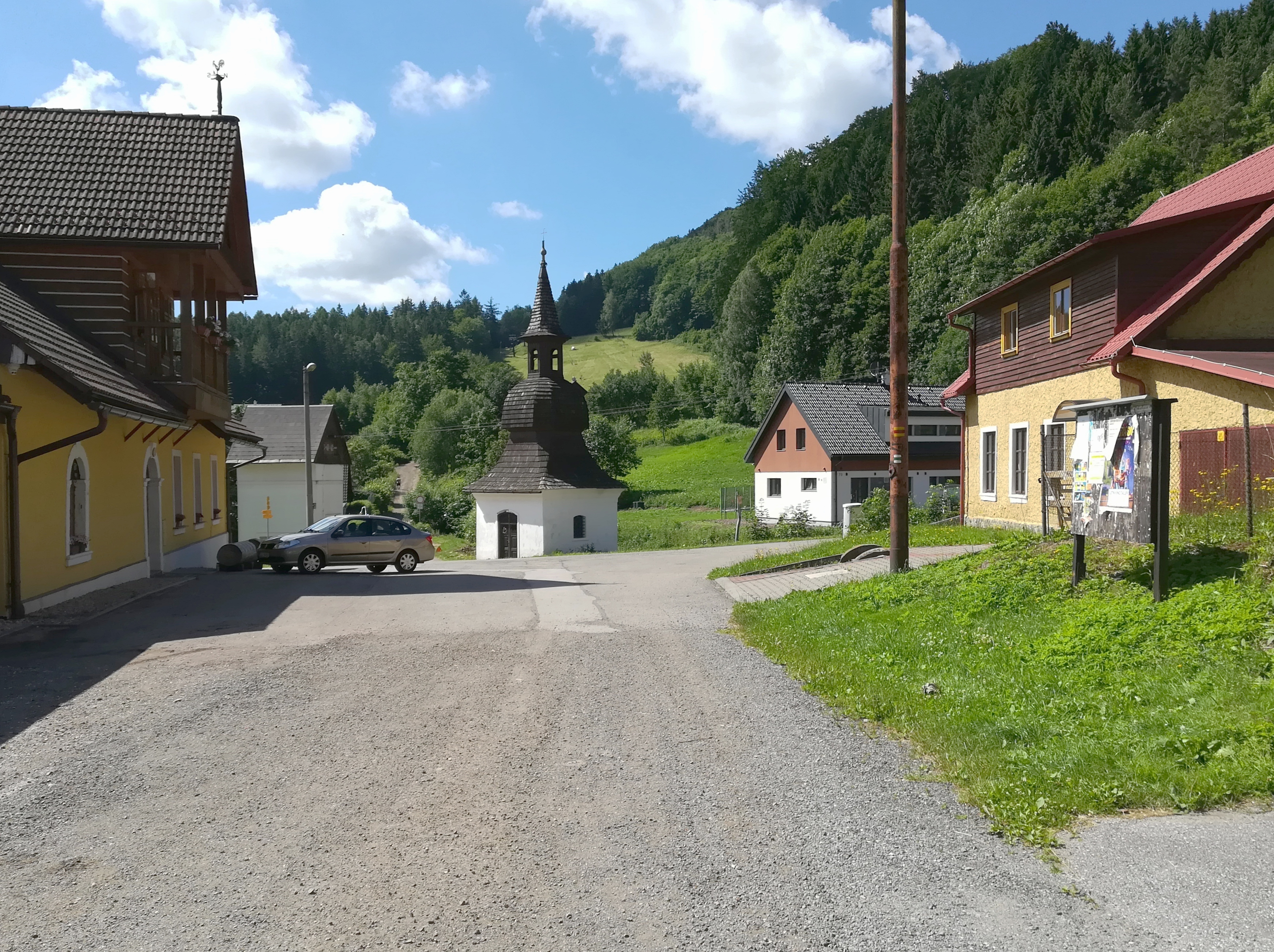
centrální část
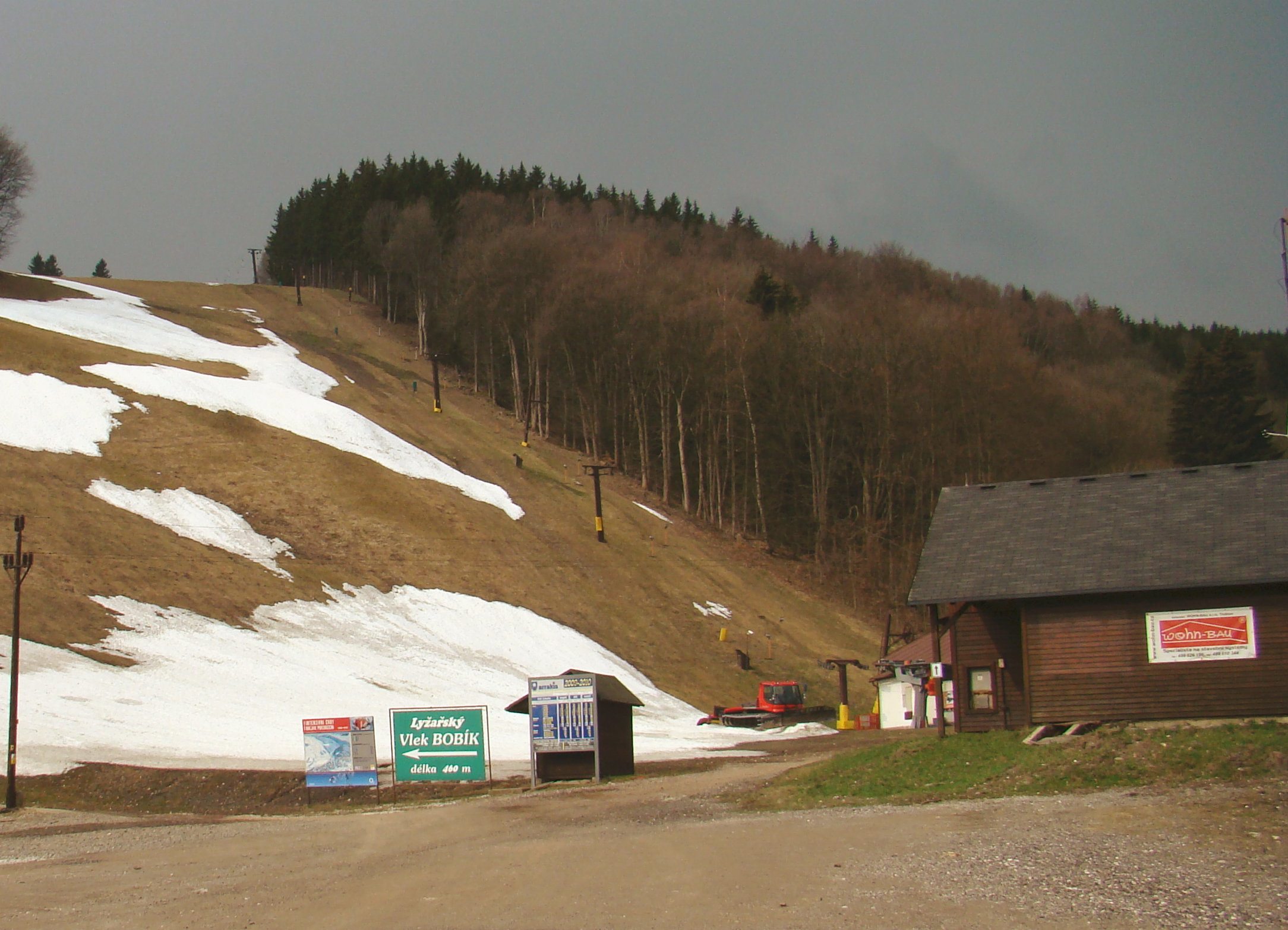
sjezdovka ve východní části
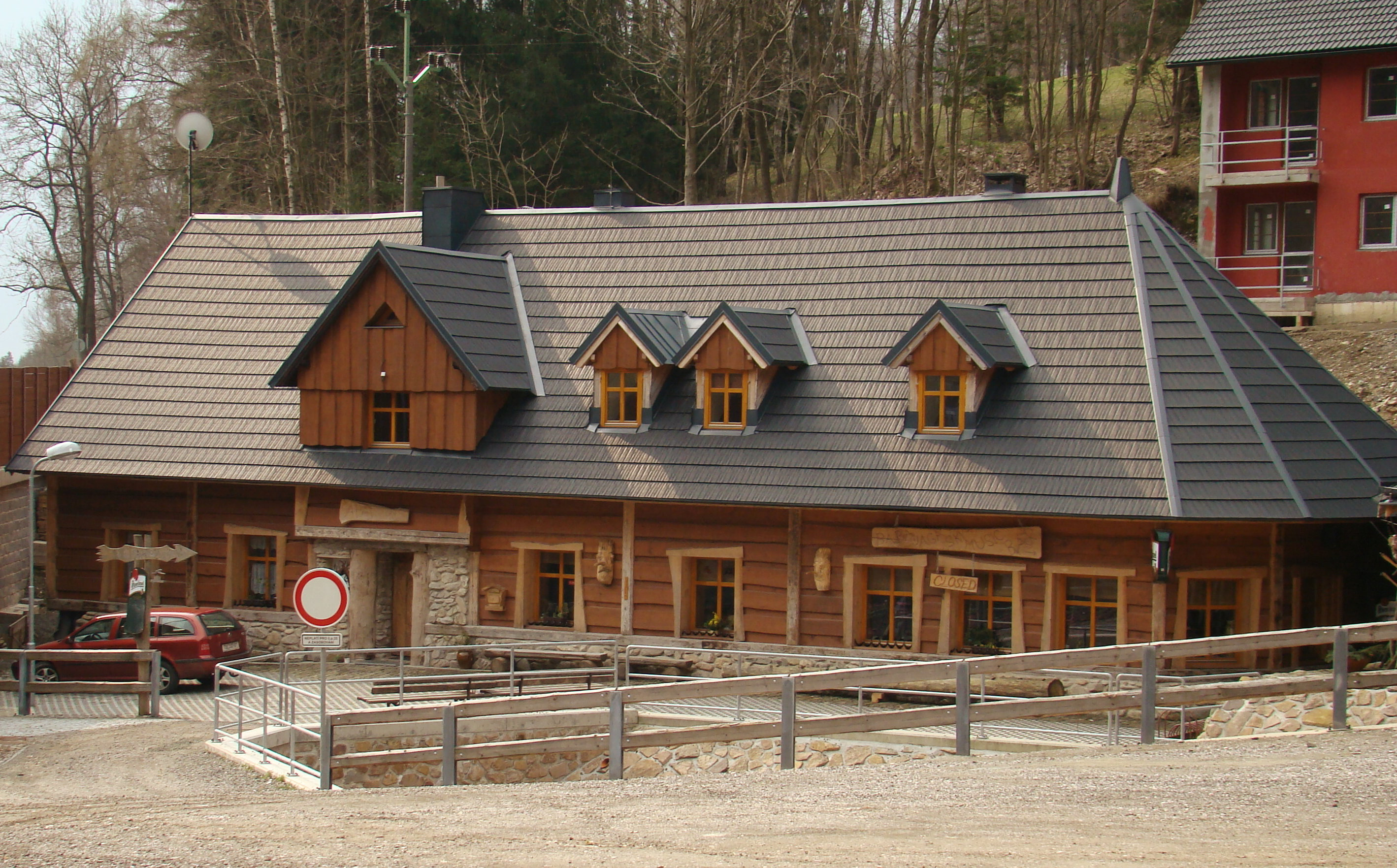
jeden z penzionů